# Argyrolepidia pamphilia
Argyrolepidia pamphilia là một loài bướm đêm trong họ Noctuidae.

## Hình ảnh

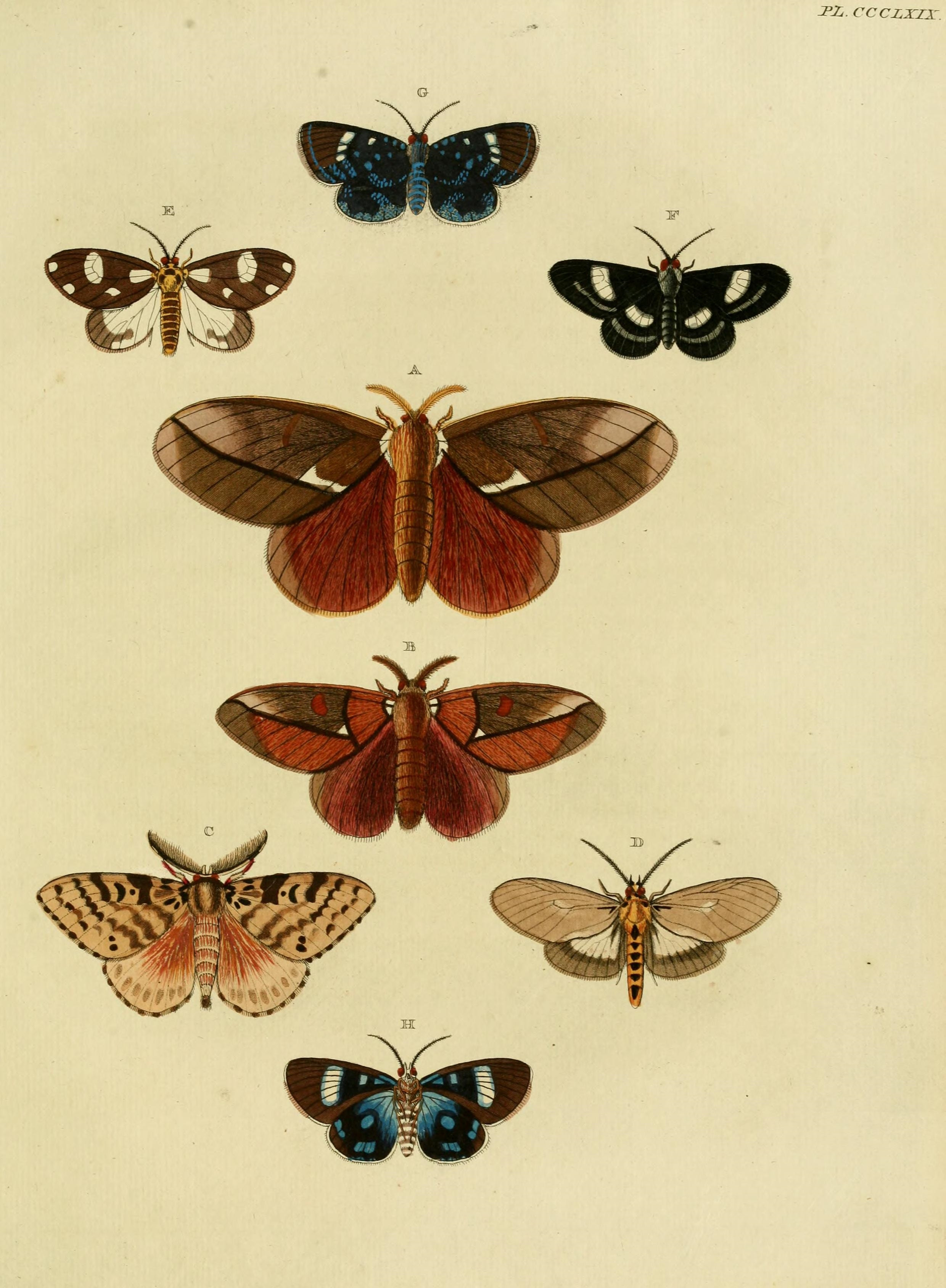